# Bergen, Celle
Bergen este un oraș din landul Saxonia Inferioară, Germania. 

## Personalități
- Ferdinand Brütt, pictor